# Tomaž Cerkovnik
Tomaž Cerkovnik, slovenski alpski smučar, * 29. junij 1960, Ljubljana, † 26. julij 2004, otok Hvar, Hrvaška.
Cerkovnik je prvi večji športni uspeh dosegel leta 1979, ko je kot smučar Olimpije osvojil naslov državnega prvaka v kombinaciji. Na Svetovnem prvenstvu v alpskem smučanju 1982 v Schladmingu je bil v kombinaciji dvanajsti, v slalomu pa štirinajsti. Nastopil je na Zimskih olimpijskih igrah 1984 v Sarajevu, kjer je v slalomu osvojil enajsto mesto. V naslednjih sezonah je uspešno nastopal v profesionalnem severnoameriškem prvenstvu, kjer je dosegel več zmag. V sezoni 1992 je deloval kot trener slovenske moške smučarske reprezentance, ki jo je vodil do sezone 1995, za kar je leta 1994 dobil Bloudkovo nagrado. Ni sprejel ponudbe Toneta Vogrinca, da ga Cerkovnik zamenja kot direktorja smučarskih reprezentanc. Med letoma 1995 in 2002 je bil športni komentator tekem Svetovnega pokala v alpskem smučanju skupaj ob Igorju Bergantu. Leta 2004 je umrl na počitnicah na Hvaru zaradi možganske kapi.